# Roujin Z
Roujin Z és un llargmetratge d'anime del realitzador japonès Katsuhiro Otomo estrenat el 1991. Ha estat llicenciat a l'Estat espanyol i s'ha doblat al català i al castellà.

## Argument
Narra la història de Haruko, una estudiant d'infermeria, i del senyor Takazawa, un ancià a qui cuida en les seves estones lliures. Al Japó, el Ministeri de Salut ha de fer-se càrrec d'un gran nombre d'ancians, per la qual cosa desenvolupa un assistent cyborg, una espècie de llitera automàtica, per tenir-ne cura, i el senyor Takasawa és el primer a provar-la. Haruko s'inquieta i comença a investigar.
En realitat, el dissenyador del projecte Z, el nom de l'autòmat, treballa per als departaments i agències de seguretat dels Estats Units, i desenvolupa aquest artefacte com a prototip militar. El llit, que conté al senyor Takazawa, aconsegueix connectar-se amb Haruko i agafa la personalitat de l'esposa morta de l'ancià.